# Горована реюньйонська
Горована реюньйонська (Hypsipetes borbonicus) — вид горобцеподібних птахів родини бюльбюлевих (Pycnonotidae). Ендемік Реюньйону. Маврикійська горована раніше вважалася підвидом реюньйонської горовани.

## Опис
Довжина птаха становить 22 см. Забарвлення птаха попелясто-сіре, на голові чорний чуб. Райдужка біла, лапи і дзьоб оранжеві.

## Поширення і екологія
Реюньйонські горовани є ендеміками Реюньйону. Вони живуть в рівнинних і гірських тропічних лісах. Зустрічаються на висоті від 300 до 2500 м над рівнем моря.

## Поведінка
Реюньйонські горовани є переважно плодоїдними. В лютому-березні вони мігрують із високогірних районів в долини, де харчуються стиглими плодами гуави. Також вони доповнюють свій раціон нектаром, комахами і дрібними ящірками. Сезон розмноження триває під час південного літа. В кладці 2 яйця.

## Збереження
МСОП класифікує стан збереження цього виду як близький до загрозливого. За оцінками дослідників, популяція реюньйонських горован становить близько 20,5 тисяч птахів. Їм загрожує знищення природного середовища, а також вилов з метою продажу на пташиних ринках. До недавнього часу на реюньйонських горован полювали як на дичину.